# Vepris sansibarensis
Vepris sansibarensis là một loài thực vật thuộc họ Rutaceae. Loài này có ở Kenya và Tanzania.